# Dissidia Final Fantasy
Dissidia Final Fantasy (OT: jap. ディシディア ファイナルファンタジー, Dishidia Fainaru Fantajī) ist ein Fighting Game von Square Enix, welches anlässlich des 20. Geburtstags der Rollenspielreihe entwickelt wurde. Square Enix selbst beschreibt das Genre des PSP-Titels als Dramatic Progressive Action.
Der Spieler übernimmt die Kontrolle über die Protagonisten der ersten zehn Spiele der Final-Fantasy-Serie, welche in ihrer jeweils eigenen Story-Kampagne gegen die optional spielbaren Antagonisten ebenjener Spiele kämpfen. Zusätzlich können zwei weitere optionale Charaktere aus Final Fantasy XI und Final Fantasy XII freigeschaltet werden.
In Japan ist das Spiel seit dem 18. Dezember 2008 erhältlich und verkaufte sich bis zum August 2009 insgesamt 910.000 mal, was Dissidia Platz 4 der meistverkauften PSP-Spiele in Japan einbrachte. Im Februar 2017 wurde offiziell angekündigt, dass der Titel auch für Konsolen erscheinen und dort einen Story-Modus erhalten wird.

## Spielsystem
Während eines Kampfes bewegen sich zwei Kontrahenten durch eine von 24 verschiedenen dreidimensionalen Arenen, in denen Fortbewegung nicht nur durch Laufen und Springen, sondern auch durch Spurten oder durch sogenannte Schnellmanöver möglich ist – Letztgenannte erlauben einem Charakter, Wände hochzulaufen oder auf vorgegebenen Bahnen entlangzugleiten. Ferner beinhalten einige Arenen Abgründe, welche einem Kontrahenten schaden, wenn er in einen solchen hineinstürzt und sich nicht rechtzeitig daraus befreien kann.
Ziel eines Kampfes ist, die Lebenspunkte (LP) des Gegners auf Null zu reduzieren. Dazu bedient man sich verschiedener LP-Angriffe, deren Stärke abhängig vom Mutwert des Angreifers ist. Jeder Charakter geht mit einem festgelegten Mutwert in den Kampf und ist in der Lage, durch die Ausführung von Mut-Angriffen den eigenen Wert zu steigern und gleichzeitig den gegnerischen zu senken. Die Stärke eines Mut-Angriffes hängt vom Angriffswert des attackierenden Charakters und vom Abwehrwert seines Gegners ab – diese beiden Attribute, ebenso wie die maximalen LP und der Ausgangs-Mut-Wert, können durch das Anlegen von Ausrüstungsgegenständen und Accessoires erhöht werden. Fällt der Mut-Wert eines Charakters in den negativen Bereich, erleidet er eine sogenannte Demoralisierung, während sein Gegner den Mut der Arena erhält und so eine signifikante Mut-Steigerung erfährt. Ein demoralisierter Charakter kann keinen Mut- oder LP-Schaden mehr anrichten, doch wenn man einen LP-Angriff erfolgreich ausführt, wird der Mut-Wert grundsätzlich auf Null gesetzt, bevor er wieder seinen Ausgangswert annimmt. Auf diese Weise kann man auch einer Demoralisierung entkommen. Ferner lassen sich der eigene oder der gegnerische Mut-Wert durch die Beschwörung von einer der insgesamt 51 erhältlichen Esper beeinflussen.
Ein weiteres bedeutsames Element im Kampf ist die EX-Energie. Viele Angriffe erzeugen diese Energie, welche einzusammeln die EX-Leiste eines Charakters füllt, gelegentlich manifestiert sie sich jedoch auch in einem EX-Kern, der jene Leiste stark auffüllt, wenn man ihn berührt. Ist die vollständig aufgefüllt, kann ein Charakter in den EX-Modus wechseln, der ihm besondere, hauptsächlich charakterspezifische Fähigkeiten gewährt. Wird während des EX-Modus ein LP-Angriff erfolgreich ausgeführt, kann dieser mit einem EX-Ausbruch verknüpft werden. Dabei handelt es sich um einen relativ starken, unausweichlichen LP-Angriff, dessen Kraft gesteigert werden kann, wenn der Spieler bestimmten Anweisungen wie etwa das Drücken bestimmter Tasten, welche sich je nach Charakter unterscheiden, folgt.

### Spielbare Charaktere
Dissidia Final Fantasy bietet insgesamt 22 spielbare Charaktere.
| Teil               | Cosmos’ Gefolge    | Chaos’ Gefolge       |
| ------------------ | ------------------ | -------------------- |
| Final Fantasy      | Krieger des Lichts | Garland              |
| Final Fantasy II   | Firion             | Der Imperator        |
| Final Fantasy III  | Zwiebelritter      | Wolke der Dunkelheit |
| Final Fantasy IV   | Cecil Harvey       | Golbez               |
| Final Fantasy V    | Bartz Klauser      | Exdeath              |
| Final Fantasy VI   | Terra Branford     | Kefka Palazzo        |
| Final Fantasy VII  | Cloud Strife       | Sephiroth            |
| Final Fantasy VIII | Squall Leonheart   | Artemisia            |
| Final Fantasy IX   | Zidane Tribal      | Kuja                 |
| Final Fantasy X    | Tidus              | Jekkt                |
| Final Fantasy XI   | Shantotto          |                      |
| Final Fantasy XII  |                    | Richter Gabranth     |

### Gegnerische Charaktere
Dissidia Final Fantasy bietet insgesamt 23 gegnerische Charaktere.
| Teil               | Cosmos’ Gefolge    | Chaos’ Gefolge       |
| ------------------ | ------------------ | -------------------- |
| Final Fantasy      | Krieger des Lichts | Garland              |
| Final Fantasy II   | Firion             | Der Imperator        |
| Final Fantasy III  | Zwiebelritter      | Wolke der Dunkelheit |
| Final Fantasy IV   | Cecil Harvey       | Golbez               |
| Final Fantasy V    | Bartz Klauser      | Exdeath              |
| Final Fantasy VI   | Terra Branford     | Kefka Palazzo        |
| Final Fantasy VII  | Cloud Strife       | Sephiroth            |
| Final Fantasy VIII | Squall Leonheart   | Artemisia            |
| Final Fantasy IX   | Zidane Tribal      | Kuja                 |
| Final Fantasy X    | Tidus              | Jekkt                |
| Final Fantasy XI   | Shantotto          |                      |
| Final Fantasy XII  |                    | Richter Gabranth     |
| D.Final Fantasy    |                    | Chaos                |

## Versionsunterschiede
Zwischen der in Japan erschienenen Version von Dissidia Final Fantasy und der westlichen Version des Spiels bestehen einige Unterschiede. So enthält die westliche Version u. a. einen neuen Arcade-Modus. Außerdem wurden Justierungen an der Balance der Charaktere vorgenommen und es gibt einige zusätzliche Events im Spiel. Das Tutorial wurde wesentlich verkürzt und Gast-Auftritte bekannter Charaktere sorgen für zusätzliche Spannung.
Doch auch japanische Spieler kommen in den Genuss dieser zusätzlichen Features. Wie bei erfolgreichen Square Enix Titeln üblich, wird es eine sogenannte International Version des Spiels für den japanischen Markt geben, die nichts anderes ist als die westliche Version. Unter dem Namen Dissidia Final Fantasy Universal Tuning erscheint diese Version am 1. November 2009 in Japan. Sie enthält alle Änderungen, die für den westlichen Markt gemacht wurden. Auch die englischsprachige Synchronisation. In Japan wird sie als UMD und Download erhältlich sein.

## Fortsetzung
Anfang September enthüllte die japanische Shonen Jump die Fortsetzung zu Dissidia Final Fantasy namens Dissidia Duodecim Final Fantasy. Inhaltlich handelt es sich bei dem Titel allerdings um ein Prequel. Dissidia Producer und Charakter Designer Tetsuya Nomura sagte dazu: „In Dissidia Final Fantasy wurde die 13. Schlacht geschlagen und markierte das Ende des Kampfes der Götter. Doch dieses Mal behandeln wir die 12. Schlacht, also benannten wir das Spiel mit dieser Bedeutung im Hinterkopf.“ Duodecim ist Latein für 12. Als erster neuer spielbarer Charakter für Dissidia Duodecim wurde Lightning aus Final Fantasy XIII vorgestellt. Weitere neue Charaktere sind Kain Highwind aus Final Fantasy IV, Gilgamesh aus Final Fantasy V, Tifa Lockhart aus Final Fantasy VII, Laguna Loire aus Final Fantasy VIII, Yuna aus Final Fantasy X, Prishe aus Final Fantasy XI und Vaan aus Final Fantasy XII.